# Conus grohi
Conus grohi é uma espécie de gastrópode do gênero Conus, pertencente à família Conidae.

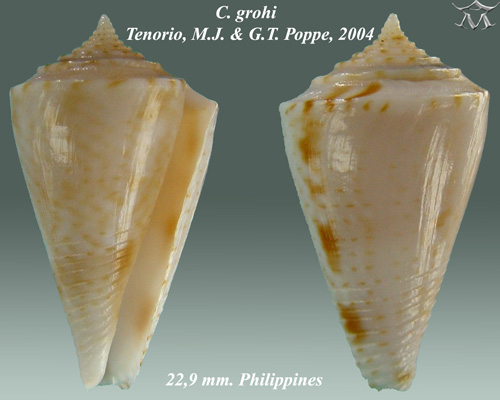